# Acontia miegii
Acontia miegii är en fjärilsart som beskrevs av Paul Mabille 1882. Acontia miegii ingår i släktet Acontia och familjen nattflyn. Inga underarter finns listade i Catalogue of Life.